# Sistema Argos
Argos es un sistema de satélites que recoge, procesa y disemina información ambiental desde plataformas fijas y móviles en todo el mundo. Lo que hace a Argos única es su habilidad para localizar geográficamente la fuente de datos en cualquier lugar de la Tierra utilizando el efecto Doppler. Argos se establece en 1978, y desde entonces, ha provisto de datos a la investigación ambiental, donde en muchos casos, de otro modo sería inobtenible. El sistema ha sido completamente probado y tiene una alta fiabilidad. Muchas estaciones meteorológicas automáticas reportan vía Argos. Argos es un componente clave de muchos programas de estudios globales, como:  TOGA,  TOPP, WOCE,  Argo, y otros.
Argos se desarrolló bajo un "Memorandum de Entendimiento" entre el Centre National d'Etudes Spatiales (CNES, la Agencia Espacial Francesa), la National Aeronautics and Space Administration (NASA, EE. UU.) y la National Oceanic and Atmospheric Administration (NOAA, EE. UU.)
El sistema usa tanto recursos de tierra como de satélites para realizar su misión. Eso incluye:
- Instrumentos a bordo de satélites de órbita polar ambientales de NOAA (POES) y satélites EUMETSAT y MetOp,
- Estaciones terrenas alrededor del mundo,
- Facilidades de procesamiento en Francia y EE. UU.

Este sistema integrado trabaja localizando y entregando datos de plataformas remotas al monitor de cliente, a veces muy próximo al tiempo real.
Argos es operado por la CLS/Argos, con base en Toulouse, Francia. La CLS tiene dos subsidiarias en EE. UU.: Service Argos, Inc. y "North American CLS". Esas compañías operan juntas y promueven su uso. 

## Agencias de Operación
- el Centre National d'Etudes Spatiales (CNES)
- la Administración Nacional del Océano y de la Atmósfera (NOAA)
- la Administración Nacional de la Aeronáutica y del Espacio (NASA)
- la Organización Europea Meteorológica Satelital (EUMETSAT)